# Château de Tocqueville
Le château de Tocqueville est une demeure, de la fin du XVIe siècle, remaniée à plusieurs reprises, qui se dresse sur le territoire de la commune française de Tocqueville, dans le département de la Manche, en région Normandie.
Demeure de la famille Clérel, seigneurs de Tocqueville, elle a notamment appartenu à Alexis de Tocqueville. Il est aujourd'hui la propriété du comte et de la comtesse de Tocqueville d’Hérouville.
Le château est partiellement protégé au monuments historiques.

## Localisation
Le château est situé au sein d'un parc, à 700 mètres au sud-est de l'église Saint-Laurent, sur la commune de Tocqueville, dans le département français de la Manche.

## Historique
Les tours rondes du château remontent au manoir reconstruit au XVe siècle par la famille de Hennot. L'aile ouest — avec son curieux toit ondulant sur les lucarnes — a été ajoutée par Jean Le Verrier en 1560.
En 1661, la terre devient dans le cadre d'un échange de domaines la possession de la famille Clérel. C'est alors qu'elle ajoute à son nom celui du fief dont elle vient de faire l'acquisition, comme il est d'usage à l'époque. Charles Clérel sera le premier de la famille à être seigneur et châtelain de Tocqueville. La famille Clérel de Tocqueville est l'une des plus anciennes de la noblesse normande. Un Guillaume Clérel figure sur trois des plus anciennes listes des compagnons de Guillaume le Conquérant qui prirent part, en 1066, à la bataille d'Hastings.

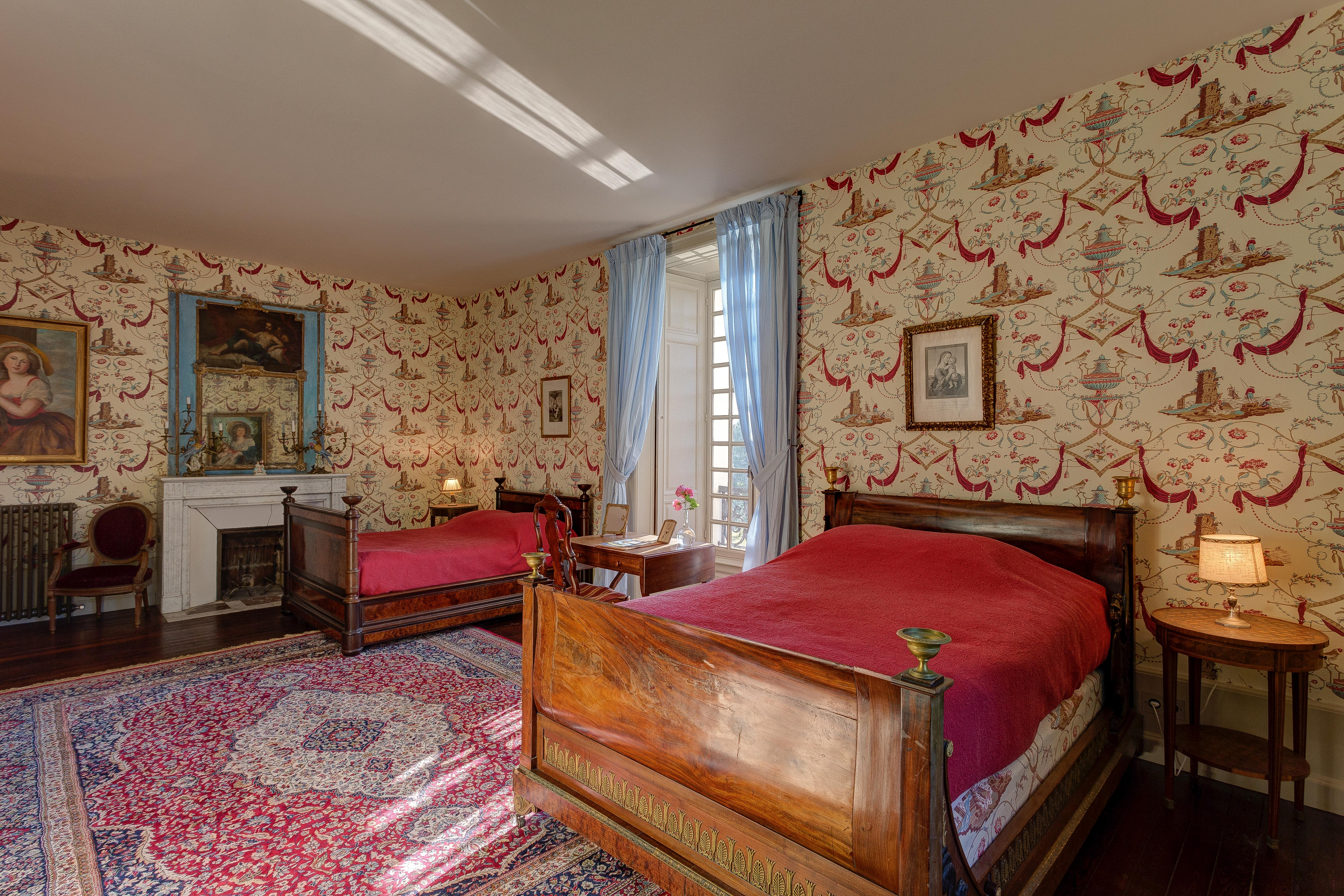
La chambre Bazoches dans la tour sud et le lit du XVIIIe siècle de style Napoléon ou dormait Alexis de Tocqueville.

En 1833, Alexis de Tocqueville tombe sous le charme du château familial inhabité depuis un demi-siècle. À la mort de sa mère, il obtient qu'il lui revienne plutôt qu'à son frère Édouard et s'y installe à partir de 1836. Sa femme, une anglaise, Mary Motley, dirige les travaux d'aménagement et de restauration, et y créée notamment l'étang. C'est dans ce château que médita Alexis de Tocqueville, auteur de De la démocratie en Amérique et de L'Ancien Régime et la Révolution, et lui permettra d'entamer, en 1839, une carrière politique dans la Manche, jusqu'à sa mort survenue à Cannes en 1859. En 1896, Christian de Tocqueville fait construire la tour carrée qui flanque le château côté sud.
Ernest Hemingway, en juin 1944, après la prise de Cherbourg, alors qu'il est correspondant de guerre pour le magazine Collier's et suit les troupes dans leurs progressions, passera quelques jours au château. En souvenir, il emportera le sextant de l'amiral allemand qui occupait avant le 6 juin les lieux.
En 1954, un incendie se propage aux décors intérieurs du château, épargnant le chartrier qui contient de nombreuses archives, dont plusieurs pièces provenant de Malesherbes, ministre de Louis XVI et son défenseur devant la Convention et la bibliothèque d'Alexis de Tocqueville, constitué par son aïeul, Bernard Bonaventure de Tocqueville, riche de 2 500 ouvrages des XVIIe et XVIIIe siècles.
En 1982, le château était entre les mains du comte de Tocqueville, inspecteur des Finances honoraire. Il est, en 2021, la possession du comte Jean-Guillaume et de la comtesse Stéphanie de Tocqueville d'Hérouville qui ont aménagé la tour sud du château en chambres d'hôtes.

## Description
Le château marque l'évolution des styles depuis le XVIe jusqu'au XIXe siècle.
Le château est édifié à la fin du XVIe siècle et modifié en 1734. C'est alors un gros manoir flanqué de deux tours et d'un pigeonnier de 2 500 boulins.
La façade principale avec son pavillon central à trois fenêtres hautes et à fronton triangulaire date du début du XVIIIe siècle et a été élevée par la famille Clérel de Tocqueville. La grosse tour cylindrique, qui la flanque à droite, est du XVIe siècle, alors qu'à l'opposé le pavillon carré à deux étages a été construit en 1896.
La façade sud est la partie la plus ancienne. Cette construction, très typique du nord de la Manche, se présente sous la forme d'un rez-de-chaussée surmonté d'un étage bas, à cinq lucarnes fortement engagées sous une toiture de pierres de schiste bleu épais qui ondule légèrement au-dessus de chacune d'elles. Cet ensemble du XVIe siècle est complété par une autre grosse tour qui dépasse les larmiers de plus de deux étages. À cela s'accole une vaste galerie à laquelle fait suite un pavillon méridional de style néo-Renaissance carré à deux étages, construit en 1894. Sur celui-ci on peut voir les armoiries sculptées de Christian Clérel de Tocqueville (à gauche) et celles d'Alix de Chastenet de Puységur, mariés en 1894, à l'origine du pavillon.
La bibliothèque, épargnée par l'incendie de 1954, est restée telle qu'à l'époque d'Alexis de Tocqueville qui en avait fait sa pièce de travail. Elle arbore des boiseries, une cheminée monumentale ainsi que des rayonnages ou alternent les livres des philosophes des Lumières, récits de voyages, etc. Le cabinet de travail d'Alexis de Tocqueville, lambrissé, est orné d'une tapisserie flamande et d'un portrait de Vauban qui comptait parmi ses ancêtres.
L'avenue est plantée en 1843, un bassin creusé en 1845 et sur l'arrière de la maison un jardin anglais, créé en 1856, agrémentent l'ensemble. C'est au XIXe siècle qu'Alexis de Tocqueville souhaitant avoir un parc à l'anglaise, fit abattre les haies du bocage environnant et aménagea devant le château un étang.
Le pigeonnier avec ses 2 500 boulins est l'un des plus vastes du Cotentin.

### Armoiries sculptées ou peintes figurées dans le château
Sur le fronton triangulaire du corps central, on peut voir les armoiries de Catherine-Antoinette de Damas-Crux († 3 août 1785) : d'or à la crois ancrée de gueules qui le fit construire après le décès de Bernard-Bonaventure de Clérel (1730-1776) : d'argent à la fasce de sable accompagnée en chef de trois merlettes de sable et de trois tourteaux d'azur (alias de gueules), quelle avait épousé en 1769.
Sur la façade du pavillon sud ajoutée en 1894, l'année de son mariage, par Pierre-Marie-Joseph-Christian Clérel, comte de Tocqueville (1862-1924), sont insérées ses armoiries, et celles de son épouse Alix-Clotilde de Chastenet de Puységur : écartelé au premier quartier d'argent, au lion de gueules, à la bordure du champ, chargée de huit écussons de sinople, surchargés chacun d'une fasce d'argent ; au 2 de gueules, à trois flèches d'argent futées d'or, posées en pal ; au 3 de gueules, à trois pommes de pin d'or ; au 4 d'azur, à trois étoiles d'or ; et sur le tout d'azur, au chevron d'argent, accompagné en pointe d'un lion léopardé de même, au chef d'or.
Blasons peints du vestibule
Dans le vestibule, au-dessus de la porte de l'escalier, on peut voir, sur un manteau d'hermines de pair de France, l'écu peint d'Hervé Clérel, promu pair par Charles X en 1827. Aux murs de droite et gauche les écus peints des familles alliées aux Clérel depuis le XVIe siècle à nos jours.
| Blason            | Famille alliée                                  | Armes | Époux ou épouse                                        |
|                   | Henriette de Rampan                             | « d'argent à trois merlettes de sable posées en fasce » | épouse de Thomas Clérel en 1380                        |
|                   | Perrette d'Arclais                              | « de gueules au franc-quartier d'or à senestre chargé d'une bande d'azur, surchargée de deux (allias trois) molettes d'argent » | épouse de Robert Clérel en 1425                        |
|                   | Jeanne de Parfouru                              | « d'azur à la haute fleur de lys d'or » | épouse de Lö Clérel en 1460                            |
|                   | Anne de Meurdrac                                | « de gueules à deux jumelles d'or au léopard d'or passant en chef » | épouse de Guillaume Clérel en 1498                     |
|                   | Jeanne du Mesnildot                             | « d'azur au chevron d'argent accompagné de trois croix d'or, 2 et 1 » | épouse d'André Clérel en 1525                          |
|                   | Louise Le Roy d'Amigny                          | « d'argent à trois merlettes de sable 2 et 1 » | épouse de Michel Clérel en 1546                        |
|                   | Jacqueline Le Roux d'Auville                    | « de gueules au chevron d'or accompagné de trois roses d'argent 2 en chef et 1 en pointe » | épouse de Pierre Clérel en 1590                        |
|                   | Marie Jallot de Beaumont                        | | épouse d'Hervé Clérel en 1623                          |
|                   | Élisabeth du Chemin                             | « de gueules au lion d'hermine » | épouse de Charles Clérel en 1659                       |
|                   | Charlotte-Françoise Besnard                     | « d'azur à trois lis d'argent pointés de trois fleurons d'or » | épouse de Guillaume Clérel en 1702                     |
|                   | Catherine de Muldrac (Meurdrac) de Sainte Croix | « de gueules à deux jumelles d'or au léopard d'or passant en chef » | épouse de Georges Clérel en 1723                       |
|                   | Catherine-Antoinette de Damas-Crux              | « d'or à la crois ancrée de gueules » | épouse de Bernard-Bonaventure Clérel en 1769           |
|                   | Louise Le Pelletier de Rozambo                  | « écartelé, aux 1 et 4 d'azur à la croix pattée d'argent chargée en cœur d'un chevron de gueules et en pointe d'une rose de même, boutonnée d'or ; le chevron accoté de deux molettes de sable sur la traverse de la croix ; aux 2 et 3 contre-écartelé : aux 1 et 4 d'or et d'azur; aux 2 et 3 d'argent, au sanglier de sable » | épouse d'Hervé-Louis Clérel de Tocqueville en 1793     |
|                   | Alexandrine Ollivier                            | | épouse de Louis Clérel en 1830                         |
|                   | Marie-Gabrielle Bérard de Chazelles             | « de gueules au lion d'or et de vair, à la bordure de vair » | épouse de Bernard Hubert Clérel en 1860                |
|                   | Alix-Clotilde de Chastenet de Puységur          | « écartelé au premier quartier d'argent, au lion de gueules, à la bordure du champ, chargée de huit écussons de sinople, surchargés chacun d'une fasce d'argent ; au 2 de gueules, à trois flèches d'argent futées d'or, posées en pal ; au 3 de gueules, à trois pommes de pin d'or ; au 4 d'azur, à trois étoiles d'or ; et sur le tout d'azur, au chevron d'argent, accompagné en pointe d'un lion léopardé de même, au chef d'or » | épouse de Pierre-Marie-Joseph-Christian Clérel en 1894 |
| Maison d'Harcourt | Marie-Louise d'Harcourt                         | « de gueules à deux fasces d'or » | épouse de Jean Clérel en 1932                          |
|                   | Guy d'Hérouville                                | « de gueules au chevron d'or accompagné de trois roses d'or 2 en chef et 1 en pointe » | époux de Marie-Henriette Clérel en 1957                |

## Protection
Au titre des monuments historiques :
- les bâtiments du XVIIIe siècle sont inscrits par arrêté du 27 juin 1955 ;
- le hall d'entrée ; les deux salons du rez-de-chaussée et l'ancienne chambre d'Alexis de Tocqueville sont inscrits par arrêté du 24 septembre 1965 ;
- la façade principale du XVIIIe siècle et la toiture correspondante ; les façades et les toitures des communs, y compris la maison du gardien mais à l'exclusion des adjonctions modernes et les restes du pigeonnier sont classés par arrêté du 17 août 1979 ;
- les façades et toitures du château, à l'exclusion de la façade est et de la toiture classées ; l'escalier et le chartrier ; la bibliothèque d'Alexis de Tocqueville au premier étage, avec son décor ; le portail d'entrée ; les façades et toitures des bâtiments dits « la menuiserie », « la petite boulangerie » et « la petite laiterie » ; la balustrade et escaliers fermant la cour des communs sud et la fontaine du jardin nord avec son bassin sont classés par arrêté du 17 décembre 1993 ;
- le parc du château, tel qu'il est délimité sur le plan annexé à l'arrêté est inscrit par arrêté du 30 octobre 2000.

## Visite et hébergement
Le parc, les dépendances et parfois la bibliothèque se visitent lors des Journées du patrimoine et par petits groupes avec les offices de tourisme de Barfleur et Saint-Pierre-Église. Dans le parc, l'été, sont organisées différentes manifestations : marché d'artisanat, lectures théâtralisées, etc. Un hébergement en chambres d'hôtes est possible dans la tour XIXe siècle, avec la possibilité de dormir dans le lit d'Alexis de Tocqueville (chambre Bazoches),

## Prix Alexis-de-Tocqueville
Le château et le parc accueillent régulièrement la cérémonie de remise du Prix Alexis-de-Tocqueville qui récompense un penseur humaniste attaché aux libertés publiques.

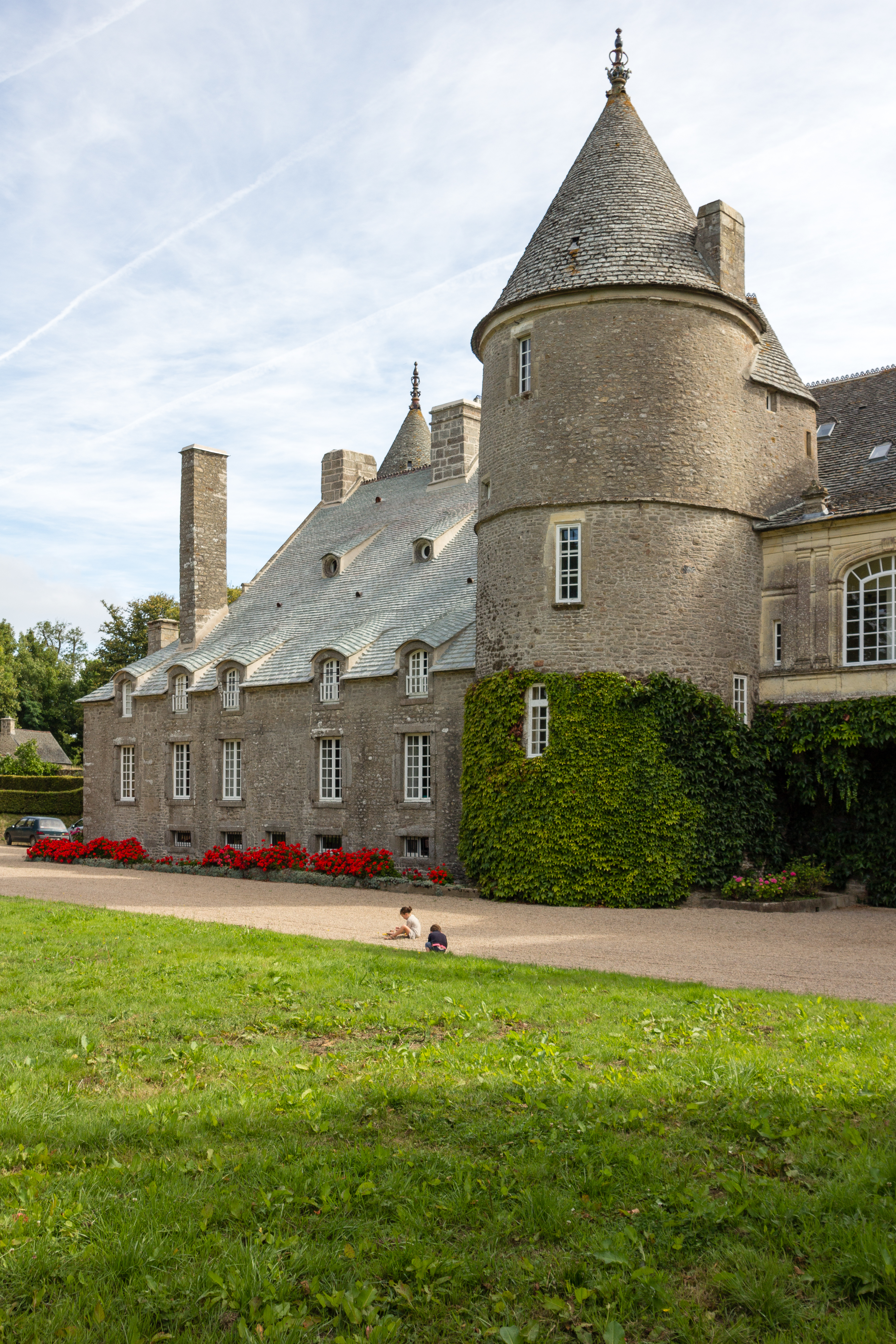
La façade arrière, vestiges du manoir originel.
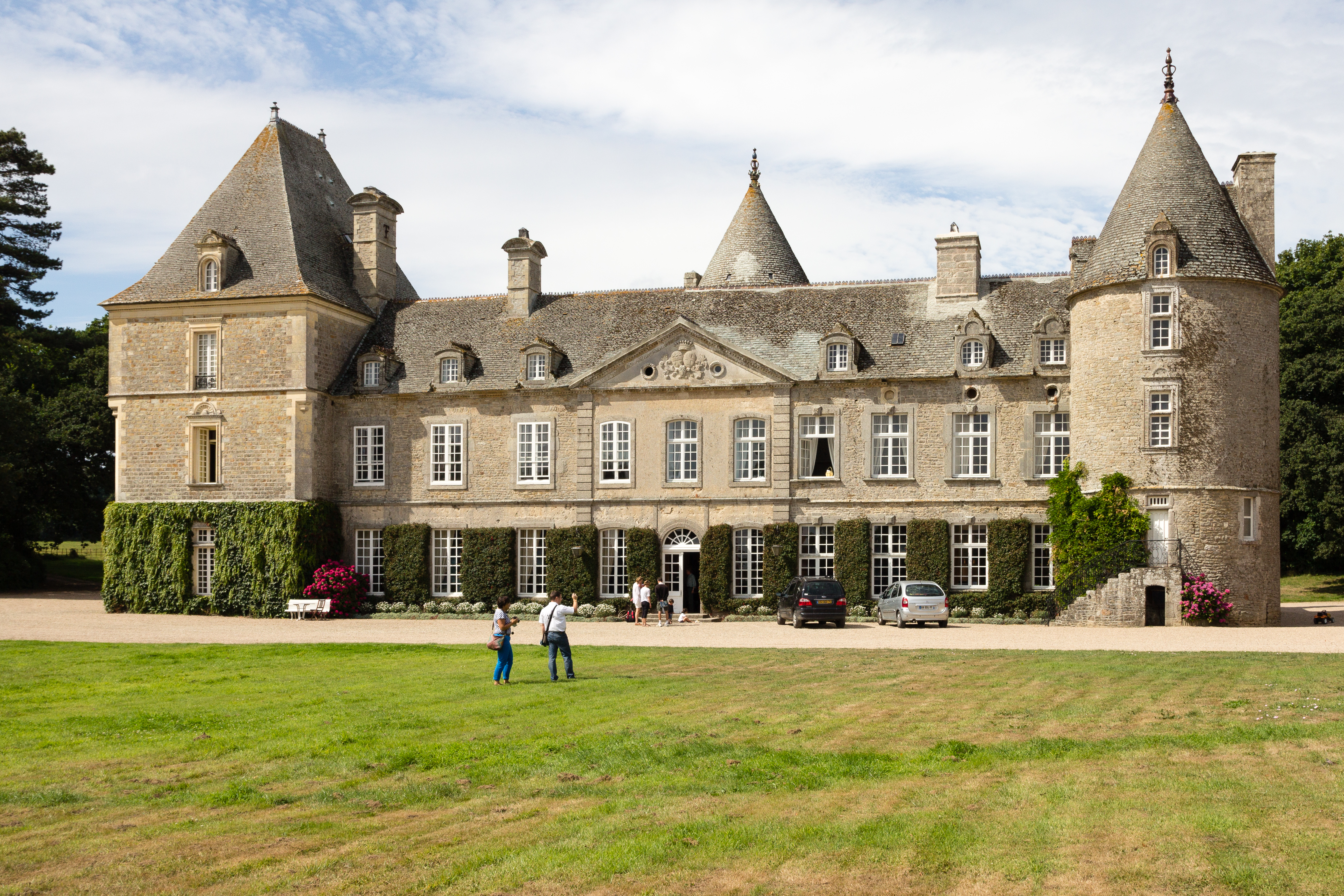
La façade principale, de style Renaissance.
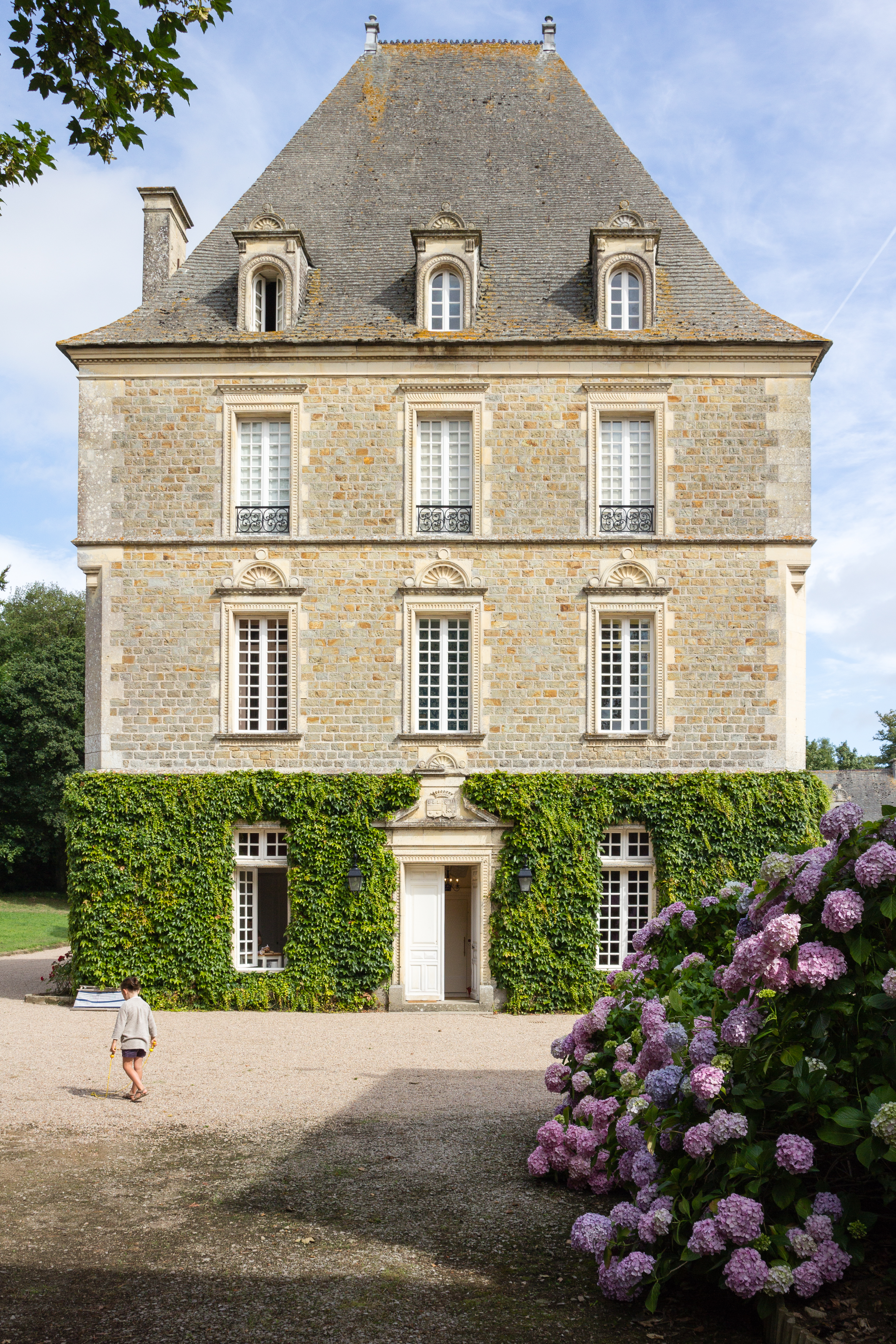
La tour sud, du XIXe siècle aménagée en chambres d'hôtes.
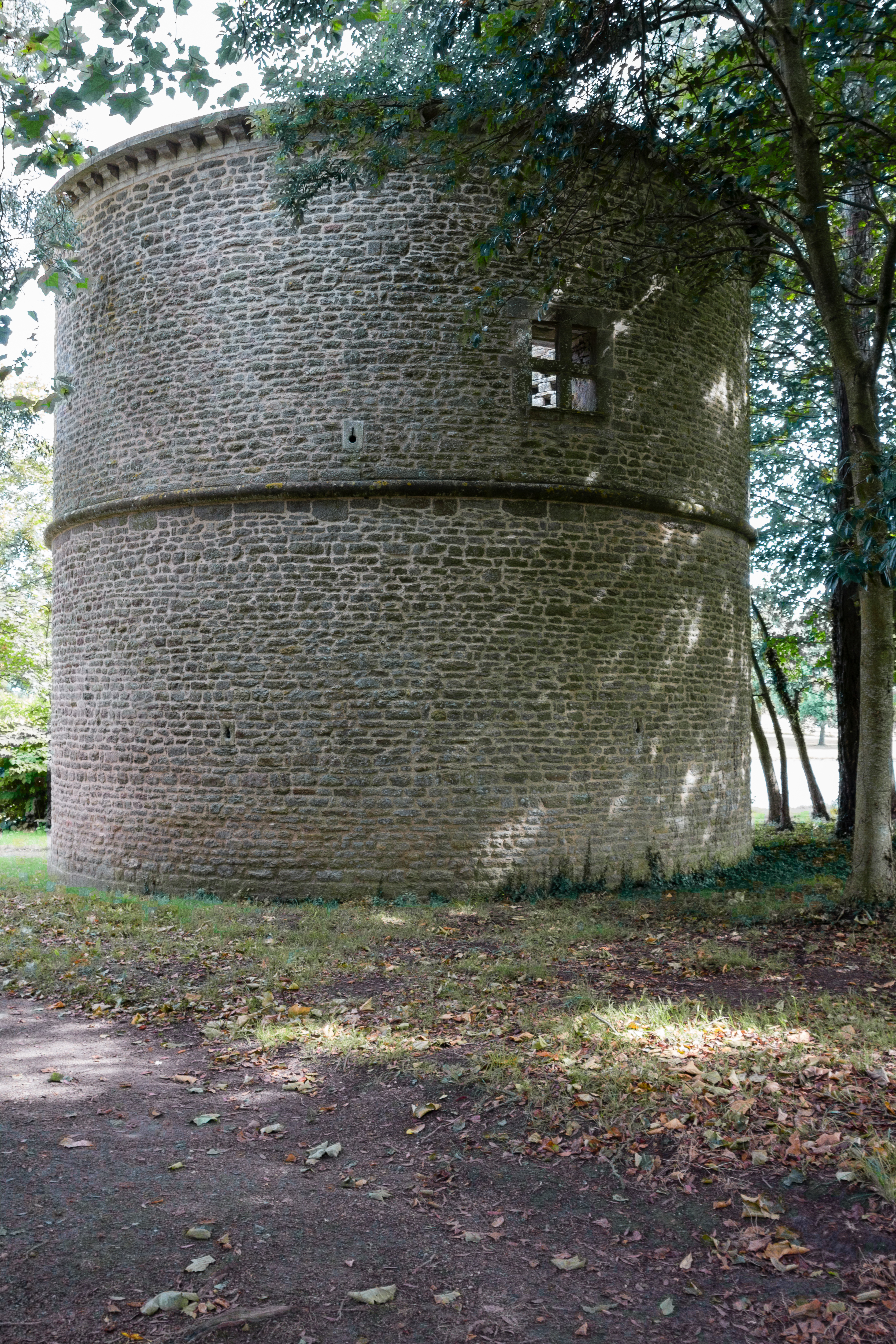
Le colombier.
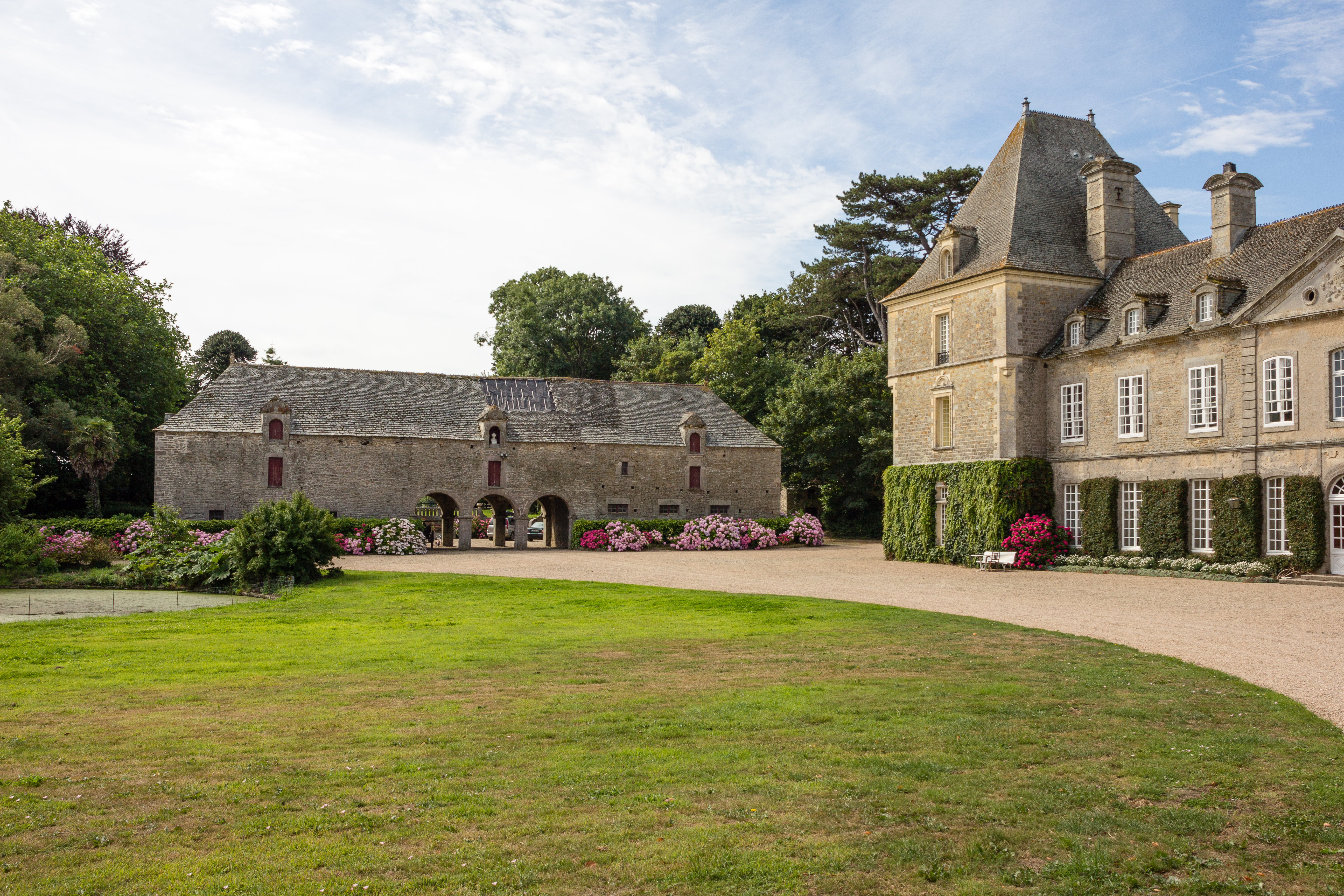
Les communs sud.
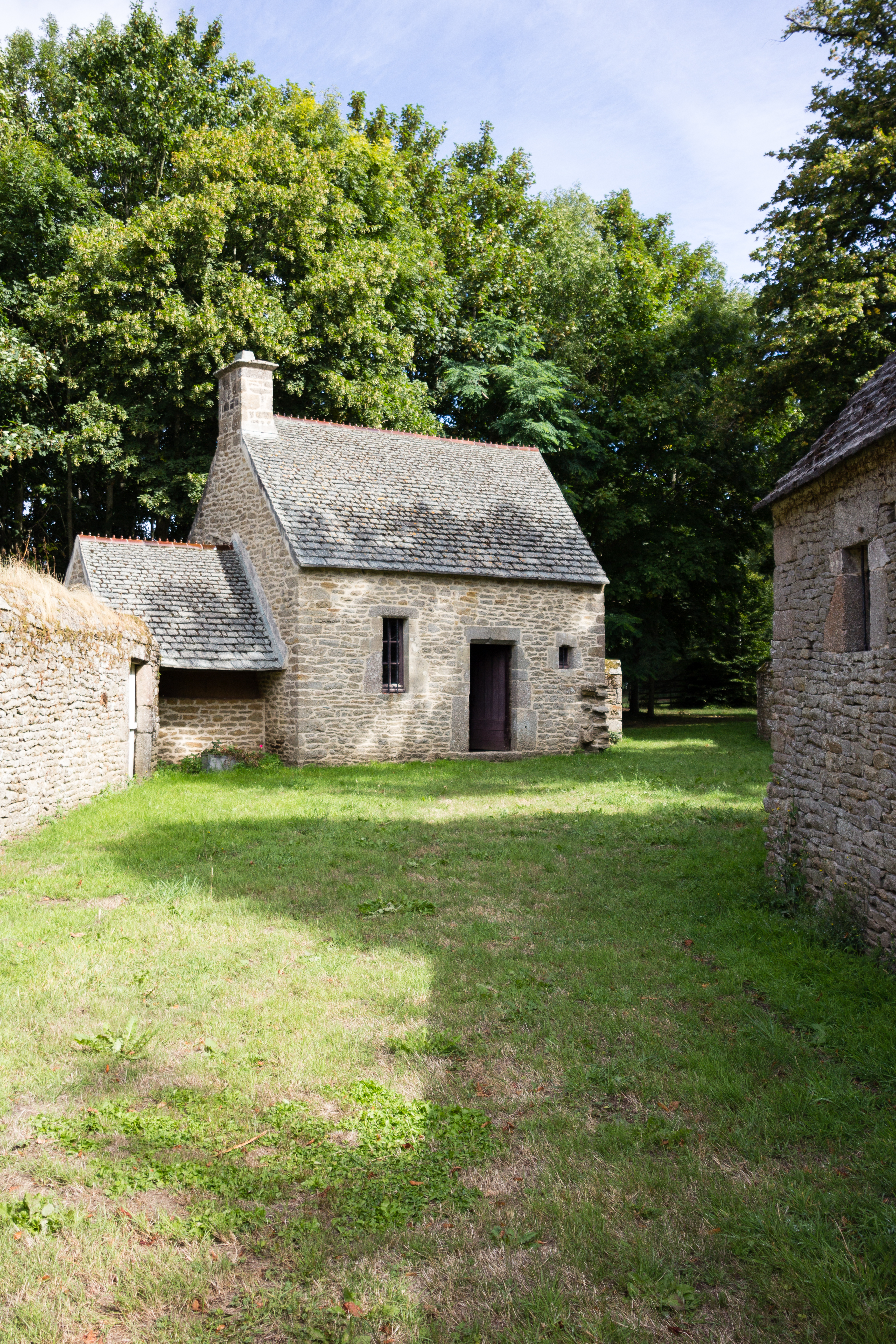
La « petite boulangerie ».